# Sigrid Botholfsdotter
Sigrid Botholfsdotter, död 1538, var en svensk nunna. Hon var Vreta klosters sista abbedissa från 1513 till sin död 1538. 
Sigrid Botulfsdotter omnämns som abbedissa i oktober 1513, men blev inte formellt invigd enligt Linköpings domkyrkas Registratur förran den 5 februari 1514. Hon beskrivs som duglig och ansedd. Kung Gustav Vasa ska ha behandlat henne med "mycken hänsyn" under reformationen. Klostret drogs in till kronan och stängdes formellt 1527, men dess verksamhet fortsatte i praktiken ostörd. Vreta kloster fungerade sedan som flickskola i många år med henne som föreståndare. År 1529 tilläts hon köpa, eller lösa ut klostret, och 1530 fick hon ansvaret även för Askeby kloster mot avgäld till kronan.